# Solomon Bonnah
Solomon Bonnah, né le 19 août 2003 à Amsterdam aux Pays-Bas, est un footballeur néerlandais qui évolue au poste d'arrière droit à l'Austria Klagenfurt.

## Biographie

### RB Leipzig
Solomon Bonnah est formé par l'Ajax Amsterdam, avant de rejoindre le RB Leipzig à l'été 2019 pour y poursuivre sa formation. Il devient un joueur clé de l'équipe U19 et participe aux matchs de présaison de l'équipe première lors de l'été 2021. Il signe son premier contrat professionnel avec ce club en octobre 2021,.
Il joue son premier match en professionnel lors d'une rencontre de Ligue des Champions le 24 novembre 2021, en entrant en jeu lors de la victoire de son équipe face au Club Bruges KV (0-5 score final).

### Austria Klagenfurt
Le 31 août 2022, Solomon Bonnah s'engage en faveur de l'Austria Klagenfurt. Il signe un contrat de trois ans, soit jusqu'en juin 2025.
Bonnah inscrit son premier but dès sa première apparition pour le club, le 17 septembre 2022, lors d'une rencontre de championnat face au SC Rheindorf Altach. Il entre en jeu et participe à la victoire de son équipe (1-4 score final).

### En sélection
De 2018 à 2019, Solomon Bonnah est sélectionné avec l'équipe des Pays-Bas des moins de 16 ans pour un total de quatre rencontres jouées.
Solomon Bonnah représente l'équipe des Pays-Bas des moins de 17 ans en 2019 pour un total de huit matchs et un but. Il marque ce seul but face aux États-Unis le 14 novembre 2019 (3-3 score final).